# 佐武美久
佐武 美久（さたけ よしひさ）は、戦国時代から安土桃山時代にかけての武将。安芸国の戦国大名・毛利氏の家臣で、毛利氏の厳島支配における「役人」を務めた。

## 生涯

### 前半生
詳しい出自や生年は不明だが、安芸国高田郡吉田を本拠とする国人・毛利氏の譜代家臣の家に生まれたと推測されている。
天文19年（1550年）7月12日から7月13日にかけて毛利元就の命により井上元兼をはじめとする安芸井上氏の一族・与党が粛清された直後の同年7月20日に作成され、毛利氏家臣238名が連署して毛利氏への忠誠を再確認した起請文では、183番目に「佐武弥五郎」と署名した。また、同時期のものとみられる毛利氏の近習衆46名が名を連ねる近習衆具足注文に「弓一両　佐武弥五郎」と記されていることから、近習衆の一人であったことが分かる。

### 厳島派遣
天文24年（1555年）7月21日、中村弥二郎と共に毛利隆元から戦費調達を命じられ、粟屋元種から詳細の連絡を受けている。
同年10月1日の厳島の戦いにおいて毛利氏が陶晴賢を破ると、厳島神社を取り囲むように発達していた町場によって厳島神社の社殿付近にまで人家が拡張したことが問題となったため、毛利元就はその撤去を命じているが、その通達相手として、厳島神社の社家を代表する棚守房顕、厳島に所在する大願寺の僧侶である大願寺円海、厳島の町場の有力町衆と思われる児玉筑前入道、児玉尚清、児玉肥前守と共に美久も含まれている。元就の使者を務めた信常元実から、厳島神社社頭の防火環境を整えるために厳島大町脇小路の宝蔵の近辺から大願寺周りの家を立ち退かせて、空き屋敷を大願寺に打ち渡し、火の用心の造営に当たらせるとの元就の指示を受け取った美久と児玉就秋は、閏10月12日に厳島大町に対し、その旨を披露するように伝えている。このことから、美久は厳島の門前町を管理・支配するために毛利氏から派遣されて厳島に在島し、厳島神社関係者や有力町衆と共に元就の指令を受ける立場であったと考えられている。

### 厳島役人
永禄4年（1561年）4月5日、平賀広相が厳島神社に神馬を奉納した際に、代30貫文を美久が受け取った。
同年10月4日付けの厳島神社大鳥居の棟札写では、毛利氏一門、安芸国や備後国の国人、毛利氏家臣の順で並ぶ最後に「当役　佐武弥五郎」とあるが、年不詳2月30日付けで元々は厳島神社の社家の一員とみられる「景慶」という人物が棚守房顕、祝師正久、美久に宛てた書状では「御役人」、天正8年（1580年）3月に棚守房顕が著した『棚守房顕覚書』では「役人佐武」と記されていることから、厳島における美久の肩書が「役人」であったことが窺える。また、景慶の書状には「厳島神社の社家のことは棚守房顕が存知し、厳島のことについては美久が御役人として理非を正す立場にある」と記されており、当時の厳島における美久の存在感を示すものとして注目されている。
厳島に赴任した美久は、町場を中心とする厳島支配にあたり、毛利輝元の代に至るまで毛利氏の指示のもとで、厳島神社と直接関係を有しない者たちの屋敷の取り扱いや諸役の賦課、厳島を中心に商業活動を営む者の流通経済の監督などの職務に従事していた。各事例の具体的な年は不詳であるが、その事例は以下の通り。
- 厳島で少し役目を申し付けた渡辺管助が「社家次」であるとして、元就と輝元は渡辺管助の諸天役を免除することを美久に指示しており、通常は社家以外に対する諸天役の賦課を美久が実施していたことが窺える[12][15][16]。
- 二宮就辰、児玉元貫、佐世元祝（後の佐世元嘉）が美久、三上就忠、小倉某に書状を送り、上国の馳走のためという理由で二階元勝が有する屋敷に対する課役賦課の免除を要請している[12][17][18]。このことから、厳島内の屋敷に対する美久の課役賦課の状況を窺わせる[12]。
- 美久が大聖院の座主坊と棚守元行に宛てた書状によると、稲部万助の仮屋や松才の仮屋を塗屋にする等、厳島内の屋敷（仮屋）の扱いについて、美久が直接吉田郡山城に赴いて諮問に回答していることから、美久が厳島内の屋敷管理を毛利氏の意向を受けながら実施していたことが分かる[12][19]。
- 坂元祐の長男である坂宮千代の被官で周防国玖珂郡の山代地方出身の中村久兵衛が厳島に在島して厳島と廿日市の間で商売することを望んだ際に、小早川隆景や渡辺長が美久に書状を送って中村久兵衛に対する配慮を依頼しており、美久が厳島を中心に商業活動を行う者たちを監督する立場にいたことを示している[12][20][21][22][23]。

以上のような職務を通じて、美久は厳島の門前町だけに留まらず、厳島を中心として広範囲に展開する流通経済をも掌握し得る立場によって、次第に自身の経済力や厳島内における政治力を高めていった。
永禄11年（1568年）5月、伊予遠征に従軍していた和智誠春・柚谷元家兄弟が嫌疑により厳島の摂受坊へ監禁されることとなり、その監視を伊予遠征時に厳島の守将を務めていた児玉元村と共に美久が担当し、摂受坊の周囲に柵をめぐらせて厳重に警戒した。

### 社内相論
天正4年（1576年）1月4日、大聖院座主のもとに社家8人が集まる厳島神社の毎年の定例行事の席上において、社家の田中務丞と大行事との間で席次の上下を争う相論が発生し、この相論をきっかけにしてその後の定例行事が滞ることとなった。さらに、1月25日の月次連歌はそれまでの27年間は厳島神社内で実施されていたが、天正4年（1576年）は美久の役人屋敷で月次連歌が挙行され、社家衆が御会所に出席しない事態が起こっている。これらの事件の背景には、大聖院座主の大聖院良政、田中務丞や上卿景豊ら社家衆の一部、役人を務める美久が結託し、社家を統轄する棚守房顕・元行父子と対立する構図があったと見られている。
毛利氏側では棚守家の厳島神社内での従来の地位や権益を保全する方針であったと推測され、同年5月4日に毛利氏側では棚守元行に対して、毛利元就・隆元父子の頃の例に従って棚守房顕の所帯である「厳島社家奉行、山里社米同余得分、社家段銭」を安堵する一方で、社家三方（社家、供僧、内侍）で「違乱」があった場合に下知すべきことを通達し、5月6日に粟屋元種と児玉元良の連署奉書でもそのことを確認した。
しかし、その後も事態はさらに深刻化し、厳島神社内での収束が困難となったため、同年10月には対立する双方が吉田郡山城に出頭し、毛利氏のもとで審理されることとなった。『棚守房顕覚書』によると美久は10月初めから吉田に赴いて棚守房顕・元行父子の失脚させるための働きかけを行ったようで、それに対抗して棚守家側は棚守元行が父・房顕を厳島に残して10月24日に吉田に参上し、美久側の大聖院良政も10月26日に吉田に参上している。
吉田に参上した美久、棚守元行、大聖院良政らが平佐就之、国司元武、粟屋元種、児玉元良ら吉田奉行衆の尋問を受けた後、社家の上卿景豊、田中務丞、田景欽も招集された。この時、棚守元行は裁定を有利にするため御四人の小早川隆景、吉川元春、福原貞俊、口羽通良をはじめとして、平佐就之、粟屋元種、児玉元良、児玉就光、兼重元宣らと面会しており、厳島に残った父・房顕に対する書状に手応えを感じた心情を率直に記している。
審理が終了した後の同年11月6日には毛利輝元が棚守房顕に対して、概ね同年5月の通達と同様に棚守元行に申し付けることを通達しており、棚守家の厳島神社内での地位や権益を保全する方針に変更は無かった。その一方で、同年11月29日に粟屋元種と児玉元良が棚守房顕に対して送った、招集した社家3人の帰島とその後の社役や座敷などについての通達をもって相論は収束するが、その後も美久や大聖院良政らの立場にも特に変更は見られないことから、対立した双方とも毛利氏からの厳しい処分は無かったと考えられている。毛利氏が従来の体制をそのまま維持した背景として、美久が大聖院座主や社家内部の人々と交流を深めて、厳島神社内外に絶大な権力を築き上げていた棚守房顕・元行父子にも危機感を抱かせるほどの人脈と実力を有していた点を否定するよりも有効に活用する方が厳島支配の安定に繋がるとの判断があったと考えられている。

### 織田氏との戦争下
天正4年（1576年）に毛利氏と織田氏との戦争が始まると、毛利氏領国の護持や毛利輝元と小早川隆景の出陣祈念のため、天正5年（1577年）3月18日から延べ10日間に渡って、参加した経衆が1180人に上る盛大な万部経法会が挙行され、棚守家と大願寺が中心となって、社家だけでなく、役人の美久、法会に合わせて帰島した大聖院座主、有力な町衆等が多数参加した。
さらには厳島外からも常栄寺、満願寺、佛通寺、洞春寺等の有力寺院に加え、志道元保をはじめとする多数の毛利氏家臣が御奉行・小奉行として参加するなど、毛利氏の強い支援のもとで挙行された一大行事となっており、当時の毛利氏にとって織田氏との戦争がそれまでに無いほどの大きな試練であっただけに厳島神社の神威を頼む意識が強かったためと推測されている。
織田氏との戦争は毛利氏が次第に劣勢となっていくが、羽柴秀吉の調略によって瀬戸内海における毛利氏の制海権が東側から徐々に切り崩されたことが厳島にとって深刻な影響を与えており、天正9年（1581年）から天正10年（1582年）にかけて、村上水軍にも羽柴秀吉の調略の手が伸び、来島村上氏の来島通総が織田方へと転じた上、天正10年（1582年）3月から4月にかけて能島村上氏の村上武吉も織田方へ転じるとの流言が広まった（沖家騒動）。
沖家騒動の影響によって、厳島では島民が島外へ脱出するなど緊張が高まり、厳島神社においても毛利氏の一族や家臣が奉納し宝蔵へ収蔵されていた数々の刀剣を戦火から退避させるために対岸の桜尾城に移送する話が持ち上がり、移送を受ける桜尾城側が難色を示したが、輝元の意向により実行に移された。移送にあたっては、棚守房顕・元之父子、大聖院良政、美久が毛利氏奉行人の児玉元良と粟屋元種に対して移送予定の刀剣を記した刀剣注文を提出した上で、4月8日に桜尾城主・穂井田元清の奉行人である桂元依、椋梨源右衛門尉、福原就次に対して宝物預け注文を作成し、桜尾城側でも預け注文に対応する預り注文を作成し、各注文状に従って刀剣の移管手続きが進められた。この移管手続きにおいて棚守家や大聖院と共に美久が名を連ねているのは、毛利氏家臣かつ島内責任者として立ち会ったものと考えられており、美久が天正10年（1582年）時点で厳島を代表する実力者である棚守家、大聖院、大願寺と並ぶ実力者に成長していたことを示している。
同年6月には備中高松城において毛利氏と羽柴秀吉との間で講和が結ばれたことで織田氏との戦争は終結したが、同年12月に棚守家では病により棚守房顕から嫡男・元行への家督相続が行われた。棚守家の家督相続は社家を統轄する権限の委譲を伴うものであるため、織田氏との戦争状態を脱した毛利氏による厳島支配の最初の重要案件となったが、依然として美久の役人としての立場に変わりはなかった。
天正11年（1583年）閏1月9日、毛利輝元は棚守元行の家督相続を正式に承認し、厳島神社の神事や社法の執行と神領の支配を棚守房顕の代と同様に安堵した上で、棚守家の社家の統轄責任者としての立場を再確認した。さらに輝元はこのことを社家三方、大願寺、美久、有力町衆らに通達し、美久を筆頭に有力町衆である児玉太郎左衛門尉、福田六郎左衛門尉、児玉与三右衛門尉、児玉兵部丞らに対して棚守元行への従前通りの尽力を要請している。
同年3月13日、毛利輝元は以前から棚守房顕が制定を求めていた「厳島中掟」を制定した。17ヶ条に及ぶこの掟は厳島神社関係者だけでなく、在島する毛利氏家臣も含めた全ての厳島の島民を対象としていたことから、厳島全域に適用される法としての性格を有しており、最初に神事に関する社家の役割と責任を明確にした上で、普請における社家・供僧・給人の負担のあり方や、厳島の戦いの頃からの懸案であった社頭付近の屋敷や店棚の問題をはじめとする様々な島内での禁止事項を列挙している。

### 豊臣政権下
天正14年（1586年）4月7日に毛利輝元が発令した「厳島社頭掃除之次第」には厳島における掃除分担が明記されており、その最初の条に荒胡子神社から観音堂までの間が美久の管轄区域と記されている。
天正15年（1587年）2月16日、毛利輝元からの命令を取り次いだ穂井田元清が大聖院良政、棚守元行、大願寺宥円、美久に対し書状を送り、前年から行われていた毛利氏領国内での惣国検地の準備作業として厳島神社の神領や諸給地の調査のために毛利輝元が派遣した検使が吉田から桜尾城に派遣されるため、該当者の出頭を命じている。この時、厳島神社に属さずに給地を抱えていた者は美久と共に出頭したと考えられている。
同年3月、九州平定のために九州へ下向中の豊臣秀吉に対し、毛利輝元は厳島神社から桜尾城に移送した名刀の一つである千鳥一文字を献上するために急遽、厳島神社に請け出しを依頼。有力町衆の児玉太郎左衛門と児玉与三右衛門尉に美久を同船させて、予定を早めて昼夜兼行の早舟で長門国の長府まで持参することを要請している。
天正17年（1589年）11月9日、毛利氏領国内における惣国検地の一環として、安国寺恵瓊は大聖院、棚守元行、大願寺をはじめとする寺社衆中と、美久、児玉兵部丞、児玉太郎左衛門をはじめとする御家人衆中に対して、古くから所有している知行地や、寄進地の判物などを全て持参して出頭することを要請した。
厳島関係者の所領の検地が実施された後の天正18年（1590年）以降に打渡坪付が発給されているが、惣国検地の結果決定された知行高を記した『八箇国御時代分限帳』には、美久の知行高は安芸国佐西郡における20石2升と記されており、石高の規模自体は際立つものではなかった。しかし、知行高以外にも美久が有していた権益は存在しており、以下に列挙する。
- 天正20年（1592年）に豊臣秀次が発令した人掃令によって全国規模で村ごとに家数と人数が調査され、同年3月25日に作成された安芸国安南郡熊野村の人掃帳に「佐武越後守領分」と記されている[42]。
- 文禄4年（1595年）10月7日付けの「大願寺領西町屋敷付立」の大西分として「佐武殿分」、「半分佐武殿分」といった文言があり、大願寺領の屋敷に関する権利を有していた[42]。
- 文禄5年（1596年）3月29日付けの屋敷賦において、西瀧小路や瀧小路において「佐武領」の存在が確認できる[42]。

### 晩年
文禄4年（1595年）頃に厳島役人の地位が後任の岩脇就延に引き継がれており、厳島の戦い直後から美久が40年に渡って務めた役人の地位は美久の親族へは世襲されなかった。
没年は不明。